# 東內格羅省
東黑人島（英语：Negros Oriental）即東内格罗省是菲律宾中米沙鄢的省份之一，首府为朗芒芽地，位于内格罗斯岛东南部，西北部与西黑人島接壤，语言主要为宿务语，宗教为罗马天主教。

## 行政區域
東內格羅省劃分為19個自治市及6個城市。

### 城市
- 拜斯市（Bais City）
- 巴亞萬（Bayawan City）
- Canlaon City
- 朗芒芽地，又譯＂杜馬蓋地＂（Dumaguete City）- 首府
- Guihulngan City
- 坦哈伊（Tanjay City）

### 自治市
- Amlan
- Ayungon
- 巴孔（Bacong）
- Basay
- Bindoy
- Dauin
- 希馬拉盧（Jimalalud）
- 拉利伯塔德（La Libertad）
- 馬比奈（Mabinay）
- Manjuyod
- 潘普洛納（Pamplona）
- 聖荷西（San José）
- 聖卡塔利娜（Santa Catalina）
- Siaton
- 錫布蘭（Sibulan）
- 塔亞桑（Tayasan）
- 瓦倫西亞市（Valencia）
- 巴列埃爾莫索（Vallehermoso）
- 三寶義沓（Zamboanguita）